# Бишківська сільська рада (Жовківський район)
| Бишківська сільська рада — орган місцевого самоврядування у Жовківському районі Львівської області з центром у селі Бишків. Історична дата утворення: в 1950 році. Сільраді підпорядковані населені пункти: - c. Бишків - с. Боброїди - с. Бучми - с. Кулиничі - с. Лущики - с. Миляво - с. Пирятин |

## Склад ради
Рада складається з 16 депутатів та голови.

### Керівний склад ради
| ПІБ                          | Основні відомості                                                               | Дата обрання | Дата звільнення |
| ---------------------------- | ------------------------------------------------------------------------------- | ------------ | --------------- |
| Солтис Володимир Ярославович | Сільський голова, 1962 року народження, освіта, безпартійний                    | 26.03.2006   | 31.10.2010      |
| Солтис Володимир Ярославович | Сільський голова, 1962 року народження, освіта середня спеціальна, безпартійний | 31.10.2010   | 25.10.2015      |
| Бейзик Наталія Василівна     | Сільський голова, 1964 року народження, освіта вища, позапартійна               | 25.10.2015   |                 |

Примітка: таблиця складена за даними джерела